# Milford (Connecticut)
Milford je přístavní město ve Spojených státech amerických. Nachází se v okrese New Haven County ve státě Connecticut. Ve městě žije přibližně 51 tisíc obyvatel a jeho rozloha činí 65,1 km². Leží mezi městy Bridgeport a New Haven na pobřeží Atlantského oceánu.
Město bylo založeno roku 1639. Své sídlo zde má řetězec rychlého občerstvení Subway.

## Rodáci
- Christy Carlson Romano (* 1984) – americká herečka a zpěvačka
- Jonathan Quick (* 1986) – americký hokejový brankář